# 男鹿線
男鹿線（日语：／ Oga sen */?）是一條連結秋田縣秋田市的追分站與秋田縣男鹿市的男鹿站，屬於東日本旅客鐵道（JR東日本）的鐵路線（地方交通線）。包括奧羽本線秋田站－追分站間的秋田站－男鹿站間設有「男鹿生秃線」（男鹿なまはげライン）的愛稱。
男鹿线沿着日本海的男鹿半島南側行进。由於海邊常有強風，因此沿線設有許多防風林。羽立站有開往男鹿溫泉鄉方向的巴士，男鹿站有開往門前方向的秋田中央交通的路線巴士。

## 路線資料
- 管轄（事業類別）：東日本旅客鐵道（第一種鐵道事業）
- 路段、路線距離（營業距離）：追分－男鹿 26.6公里
- 軌距：1067毫米
- 站數：9個（包括起點站）
  - 若只限屬於男鹿線的車站，排除基點的追分站（屬於奧羽本線[2]）則為8個。
- 複線路段：沒有（全線單線）
- 電氣化路段：沒有（全線非電氣化（日语：非电气化））
  - 但是男鹿站構內設有蓄電池驅動電車充電用的交流電20,000V電線。
- 閉塞方式：自動閉塞式
- 最高速度：85公里/小時
- 運轉指令所（日语：運転指令所）：秋田綜合指令室（CTC）
- 平均通過人員（日语：輸送密度）（人/日）[3]
  - 1987年度：4,610人
  - 2011年度：2,413人
  - 2012年度：2,319人
  - 2013年度：2,282人
  - 2014年度：2,080人
  - 2015年度：2,106人

全線由秋田支社管轄。

## 車站列表
為方便起見，由所有列車直通的奧羽本線秋田站起記載。另外，奧羽本線內的貨物站省略。
- 所有列車都是普通列車（停靠所有車站）
- 軌道 … ∥：複線（奧羽本線內），∨：此起往下為單線，◇、｜、∧：單線（◇、∧可進行列車交會）
- 所有車站都位於秋田縣內
- 男鹿站的電氣化設備只限車站構內蓄電池驅動電車充電用。

| 路線名稱 | 電氣化狀況 | 中文站名 | 日文站名 | 英文站名 | 站間營業距離 | 追分起計的 營業距離 | 接續路線                                                      | 軌道   | 所在地 |
| -------- | ---------- | -------- | -------- | -------- | ------------ | ------------------- | ------------------------------------------------------------- | ------ | ------ |
| 奧羽本線 | 交流電     | 秋田     |          |          | -            | 13.0                | 東日本旅客鐵道： 秋田新幹線、■奧羽本線（大曲方向）、■羽越本線 | ∥      | 秋田市 |
| 奧羽本線 | 交流電     | 土崎     |          |          | 7.1          | 5.9                 |                                                               | ∥      | 秋田市 |
| 奧羽本線 | 交流電     | 上飯島   |          |          | 2.5          | 3.4                 |                                                               | ∥      | 秋田市 |
| 奧羽本線 | 交流電     | 追分     |          |          | 3.4          | 0.0                 | 東日本旅客鐵道：■奧羽本線（八郎潟方向）                       | ∨      | 秋田市 |
| 男鹿線   | 交流電     | 追分     |          |          | 3.4          | 0.0                 | 東日本旅客鐵道：■奧羽本線（八郎潟方向）                       | ∨      | 秋田市 |
| 非電氣化 | 出戶濱     |          |          | 5.1      | 5.1          |                     | ｜                                                            | 潟上市 |        |
| 非電氣化 | 上二田     |          |          | 3.2      | 8.3          |                     | ｜                                                            | 潟上市 |        |
| 非電氣化 | 二田       |          |          | 2.1      | 10.4         |                     | ◇                                                             | 潟上市 |        |
| 非電氣化 | 天王       |          |          | 2.8      | 13.2         |                     | ｜                                                            | 潟上市 |        |
| 非電氣化 | 船越       |          |          | 1.7      | 14.9         |                     | ｜                                                            | 男鹿市 |        |
| 非電氣化 | 脇本       |          |          | 4.0      | 18.9         |                     | ◇                                                             | 男鹿市 |        |
| 非電氣化 | 羽立       |          |          | 4.8      | 23.7         |                     | ｜                                                            | 男鹿市 |        |
| 電氣化   | 男鹿       |          |          | 2.9      | 26.6         |                     | ∧                                                             | 男鹿市 |        |

通票閉塞的最終末期（1991年改為CTC前）可進行交會的車站與現在的可交會車站相同。

### 廢除路段
貨物支線
男鹿站－船川港站

## 外部連結
- 検索結果（男鹿線の駅）：JR東日本 （页面存档备份，存于）